# Sao Cang

Bản đồ chòm sao Cang

Sao Cang hay Cang Tú (tiếng Trung: 亢宿, bính âm: Gāng Xiù, âm cổ: Kang Siuh) hay Cang Kim Long (亢金龍) là một trong 28 chòm sao (nhị thập bát tú) theo thiên văn học Trung Quốc. Nó là chòm sao thứ hai trong 7 chòm sao thuộc Thanh Long ở phương Đông, tượng trưng cho Kim của Ngũ hành.
Trong chữ Hán 亢 'cang' nghĩa là cái cổ, chòm sao Cang mang ý nghĩa nằm ở cổ của Thanh Long. Người ta cho rằng ở khoảng thế kỉ 5 TCN, thiên thực diễn ra tại vị trí chòm sao này. 

## Vị trí
Sao Cang (chỉ 4 sao tên Cang trong chòm, không phải toàn bộ) nằm cạnh sao Giác trong Nhị thập bát tú, sao Cang nằm về phía nam xích đạo thiên cầu và phía bắc hoàng đạo, ở khoảng giữa góc giờ 14h và 15h theo hệ tọa độ xích đạo.
Ngày nay người ta xác định 4 sao mang tên Cang trong chòm là các sao: λ, κ, ι, φ của chòm Thất Nữ theo thiên văn học phương Tây.

## Các sao
Sao Cang có 7 mảng sao với 28 sao như sau: 
| Tên Hán-Việt | Chữ Hán | Ý nghĩa                                         | Chòm sao hiện đại    | Số sao | Tên sao                                              |
| ------------ | ------- | ----------------------------------------------- | -------------------- | ------ | ---------------------------------------------------- |
| Cang         | 亢      | Cổ của Thanh Long.                              | Thất Nữ              | 4      | κ Vir, ι Vir, φ Vir, λ Vir                           |
| Đại Giác     | 大角    | Sừng của Thanh Long, tượng trưng cho ngai vàng. | Mục Phu              | 1      | α Boo                                                |
| Tả Nhiếp Đề  | 左攝提  | Quan viên xác định tiết khí, mùa ở bên trái.    | Mục Phu              | 6      | ο Boo, π1 Boo, ζ Boo                                 |
| Hữu Nhiếp Đề | 右攝提  | Quan viên xác định tiết khí, mùa ở bên phải.    | Mục Phu              | 6      | η Boo, τ Boo, υ Boo                                  |
| Đốn Ngoan    | 頓頑    | Quan viên xét hỏi hoặc coi ngục.                | Sài Lang             | 2      | φ1 Lup, 1 Lup                                        |
| Dương Môn    | 陽門    | Cổng thành ở biên giới.                         | Bán Nhân Mã          | 2      | b Cen, c1 Cen                                        |
| Chiết Uy     | 折威    | Quan viên thi hành án hành hình/tử hình.        | Thiên Bình/Trường Xà | 7      | 50 Hya, Không rõ, 3 Lib, 4 Lib, 4 Lib, 12 Lib, σ Lib |

### Sao bổ sung
| Mảng sao     | +1     | +2     | +3     | +4        | +5      | +6        | +7     | +8     | +9      | +10     | +11     | +12   | Ghi chú |
| ------------ | ------ | ------ | ------ | --------- | ------- | --------- | ------ | ------ | ------- | ------- | ------- | ----- | ------- |
| Cang         | 94 Vir | 95 Vir | 96 Vir | 97 Vir    | 106 Vir | 104 Vir   | μ Vir  | 11 Lib | 108 Vir | 109 Vir | 103 Vir | υ Vir |         |
| Đại Giác     | 22 Boo | CN Boo |        |           |         |           |        |        |         |         |         |       |         |
| Hữu Nhiếp Đề | 6 Boo  | 2 Boo  | 1 Boo  | HIP 66992 | τ Boo   | 7 Boo     |        |        |         |         |         |       |         |
| Tả Nhiếp Đề  | ξ Boo  | 32 Boo | 31 Boo | DE Boo    |         |           |        |        |         |         |         |       |         |
| Chiết Uy     | 50 Hya | 51 Hya | 54 Hya | 55 Hya    | 56 Hya  | HIP 73189 | 57 Hya |        |         |         |         |       |         |
| Đốn Ngoan    | φ2 Lup |        |        |           |         |           |        |        |         |         |         |       |         |